# Зубов, Николай Николаевич (актёр)
Никола́й Никола́евич Зу́бов (настоящая фамилия — Попо́в; 1826—1890) — русский драматический актёр.
Был уездным предводителем дворянства в одной из приволжских губерний и часто с успехом выступал на домашних сценах. В 1866 году был принят в Санкт-Петербургскую драматическую труппу, после дебютов в ролях Фамусова, городничего, Русакова («Не в свои сани не садись»), Подколесина («Женитьба»). Особенно выдвинулся исполнением роли Князева в комедии Лескова-Стебницкого «Расточитель». В последние годы жизни играл на сцене московского театра Абрамовой. В спектакле «Леший» понравился А. П. Чехову.